# Пески (Слободской район)
Пески — деревня в Слободском районе Кировской области в составе Светозаревского сельского поселения.

## География
Находится на расстоянии примерно 10 км по прямой на юго-восток от районного центра города Слободской.

## История
Известна с 1939 года. В 1950 году учтено было хозяйств 20 и жителей 76, в 1989 году проживало 45 человек . 

## Население
Постоянное население  составляло 39 человек (удмурты 90%) в 2002 году, 39 в 2010.